# Рајхенбах (Тирингија)
Рајхенбах (њем. Reichenbach) општина је у њемачкој савезној држави Тирингија. Једно је од 93 општинска средишта округа Зале-Холцланд. Према процјени из 2010. у општини је живјело 948 становника. Посједује регионалну шифру (AGS) 16074075.

## Географски и демографски подаци
Рајхенбах се налази у савезној држави Тирингија у округу Зале-Холцланд. Општина се налази на надморској висини од 330 метара. Површина општине износи 4,8 km². У самом мјесту је, према процјени из 2010. године, живјело 948 становника. Просјечна густина становништва износи 198 становника/km².